# فرودگاه پورت میدویل
 فرودگاه پورت میدویل (به انگلیسی: Port Meadville Airport) یک فرودگاه همگانی بهره‌برداری هوایی با کد یاتا MEJ است که یک باند فرود آسفالت دارد و طول باند آن ۱۵۲۴ متر است. این فرودگاه در کشور ایالات متحده آمریکا قرار دارد و در ارتفاع ۴۲۶ متری از سطح دریا واقع شده است.